# Ooencyrtus anasae
Ooencyrtus anasae är en stekelart som först beskrevs av William Harris Ashmead 1887.  Ooencyrtus anasae ingår i släktet Ooencyrtus och familjen sköldlussteklar. Inga underarter finns listade i Catalogue of Life.